# Meandrina
Meandrina (Lamarck, 1801) è un genere di coralli della famiglia Meandrinidae.

## Descrizione
I coralli di questo genere formano enormi teste emisferiche o hanno grandi placche piatte e possono crescere fino a un metro di diametro. A volte viene indicato come "corallo cerebrale".

## Tassonomia
Il registro mondiale delle specie marine elenca le seguenti specie:
- Meandrina brasiliensis (Milne Edwards & Haime, 1848)
- Meandrina danae (Milne Edwards & Haime, 1848)
- Meandrina jacksoni Weil & Pinzón, 2011
- Meandrina meandrites (Linnaeus, 1758)
- †Meandrina polygonalis Catullo, 1856